# Коченове
Кочено́ве —  село в Україні, у Троїцькій селищній громаді Сватівського району Луганської області. Населення становить 266 осіб. Орган місцевого самоврядування — Яминська сільська рада.

## Населення

### Мова
Розподіл населення за рідною мовою за даними перепису 2001 року:
| Мова       | Кількість | Відсоток |
| ---------- | --------- | -------- |
| російська  | 244       | 91.73%   |
| українська | 18        | 6.77%    |
| вірменська | 4         | 1.50%    |
| Усього     | 266       | 100%     |